# マンタイ・レーシング
マンタイ・レーシング（Manthey-Racing）は、ドイツのレーシングチーム。主な実績として2006年から2009年までニュルブルクリンク24時間レースを4連覇し、2011年にも優勝して通算5度の優勝を果たしていることが挙げられる。マンタイ・レーシングが直接運用するポルシェは、蛍光グリーンと蛍光イエローのカラーリングをしており、グレロ(Grello)の愛称で親しまれている。

## 概要

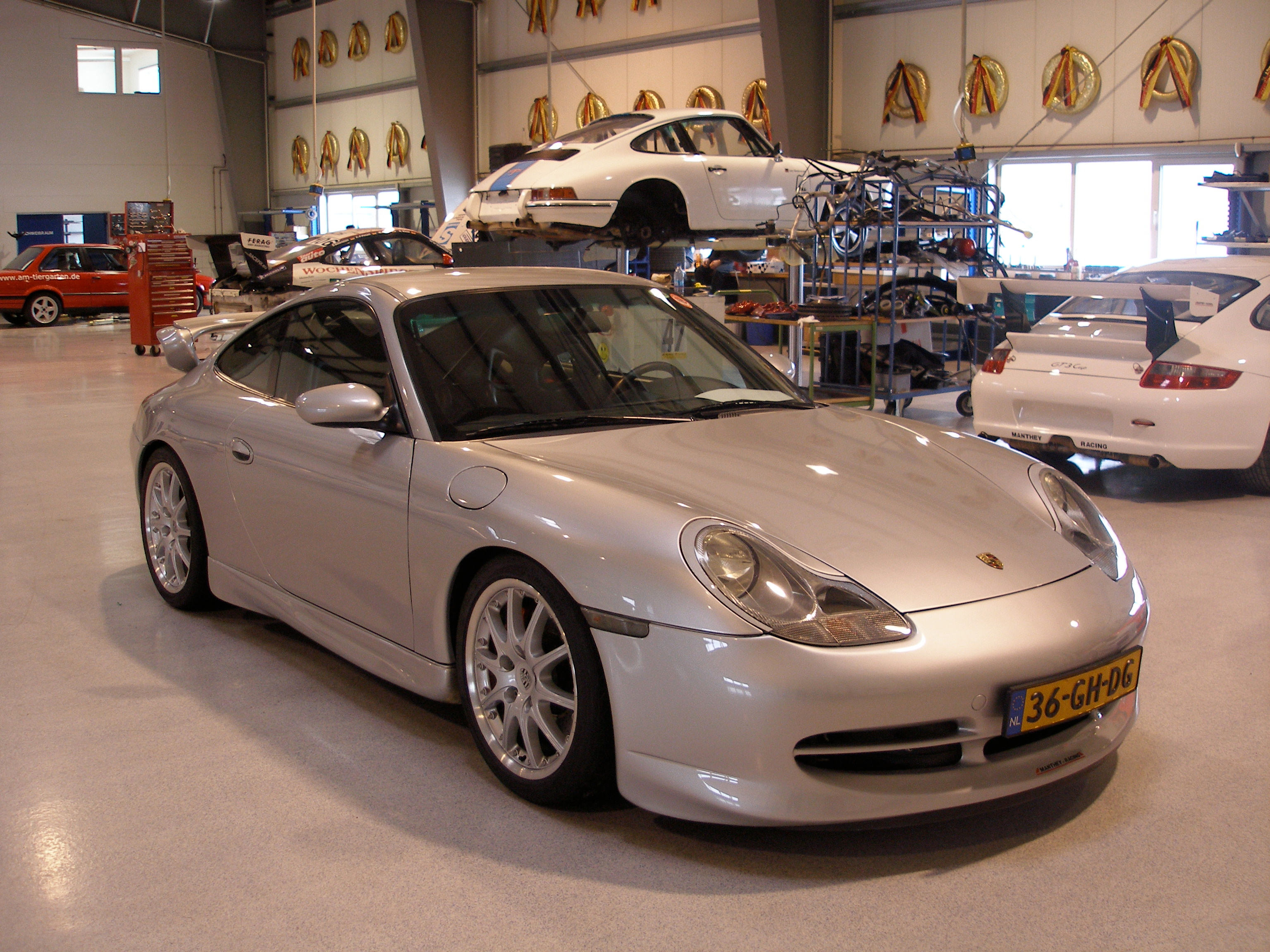
「マンタイ・モーターズ」によるポルシェ・GT3のチューニングと修復

1996年、オラフ・マンタイは ポルシェのレースカーを専門にチューンしてレース参戦する「マンタイ・レーシング有限会社(GmbH)」をラインラント＝プファルツ州ラインブライトバッハの地で起業した。1997年以降、マンタイ・レーシングはロードカーを個々の顧客の要望に合わせたチューンドカーのチューニングと修復を行なっている。やがて事業が成長するに従ってチームも広い用地が必要となり、ニュルブルクリンクの北コース（Nordschleife、ノルトシュライフェ）に程近い工業地域のモイシュパトに本拠地を移した。2012年12月、オラフ・マンタイ、ニコラスとマーティンのレーダー兄弟は2013年1月にマンタイ・レーシングとレーダー・オートモーティブが合併し、マンタイ・レーシングが存続会社になる旨を発表した。2013年末以降、マンタイ・レーシング有限会社は、「マンタイ・レーシング」、「マンタイ・モーターズ」、「マンタイ・TZN」、「レーダー・モータースポーツ」の4つの部門で構成されている。
2013年12月17日、ポルシェとマンタイ・レーシングは、ポルシェがマンタイ・レーシングの株式の過半数となる51％の株式を取得したことを発表した 。

## モータースポーツ活動

### ポルシェ・スーパーカップ
マンタイ・レーシングは、1996年の設立後に早速ポルシェ・カレラカップの国際シリーズであるポルシェ・スーパーカップに参戦して、モータースポーツ活動を開始した。1990年代後半のポルシェ・スーパーカップにおけるマンタイ・レーシングの活躍は、ドライバーズとチームのダブルタイトルを獲得するなど、大変輝かしいものであった。

### 新しいポルシェのレースカーによる挑戦
1999年、マンタイ・レーシングとアメリカのレーシングチームであるチャンピオン・レーシングは、新しい水冷エンジンで開発されたポルシェのレースカーであるポルシェ・911 GT3-Rを使用して初めてル・マン24時間レースのGTクラスに参戦するプライベートチームに選ばれた。GT3-Rと共に出走する（旧来の空冷エンジンを用いた）2台のポルシェ・911 RSRがエントリーしたGTクラスは、今回のル・マン24時間レースで最も下のカテゴリーに相当する。マンタイ・レーシングで出場するドライバーはウーヴェ・アルツェン、パトリック・ヒュイスマン、ルカ・リッチテリの3名で総合順位13位でクラス優勝を果たした。一方、チャンピオン・レーシングはディルク・ミューラー、ボブ・ウォレク、ベルント・マイレンダーの3名で総合順位19位でクラス2位に入っている。
2006年、マンタイ・レーシングは新型の2台のポルシェ・911 GT3 RSRでスパ・フランコルシャン24時間レースに参戦した。G2クラスで参戦し、クラス内順位で1位2位の順位を占めた。先着したルーカス・ルーア、サッシャ・マーセン、マルセル・ティーマンの3名らは総合順位14位、ティモ・ベルンハルト、マルク・リープ、ペドロ・ラミーの3名らは総合順位15位に入っている。

### DTM

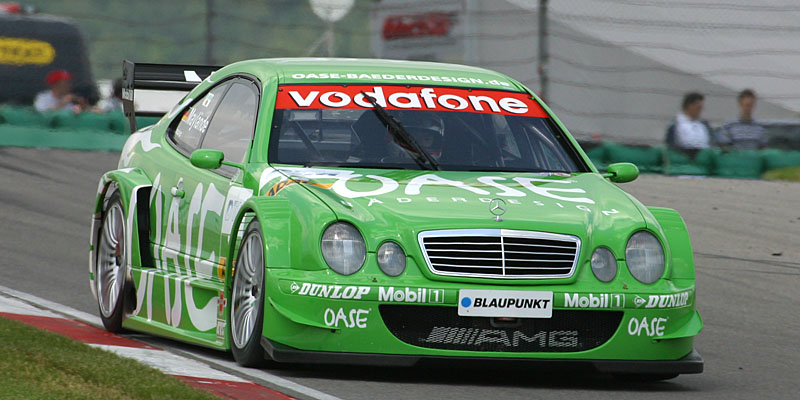
2002年DTMザクセンリンク・ラウンドでメルセデス・CLKを駆るベルント・マイレンダー

2001年、DTMに2台の新しいメルセデス・ベンツ・CLKで参戦した。パトリック・ハイスマンとベルント・マイレンダーがレギュラードライバーで、マイレンダーが欠場したレースについてはマルセル・ティーマンが代替ドライバーとして出場する体制であった。最終ラウンドのホッケンハイムでハイスマンとマイレンダーが第1ステージと第2ステージをそれぞれ優勝し、DTMでの初優勝を挙げた。参戦1年目はチームランキング3位の成績であった。2002年シーズン、新型のメルセデス・CLKの車両はHWAチームが独占的に供給され、マンタイ・レーシングは古い昨シーズンモデルで戦わなければならなかった。新開発のメルセデス・CLKが使用できない以上、もはや非メルセデスメーカーのレースカーであるアウディ・TTとオペル・アストラ クーペにも太刀打ちできず、1ポイントも勝ち点を獲得できないという絶望的な状況となった。その為わずか2シーズンでチームはDTMを撤退しなければならなかった。

### ニュルブルクリンクでの勝利と栄光

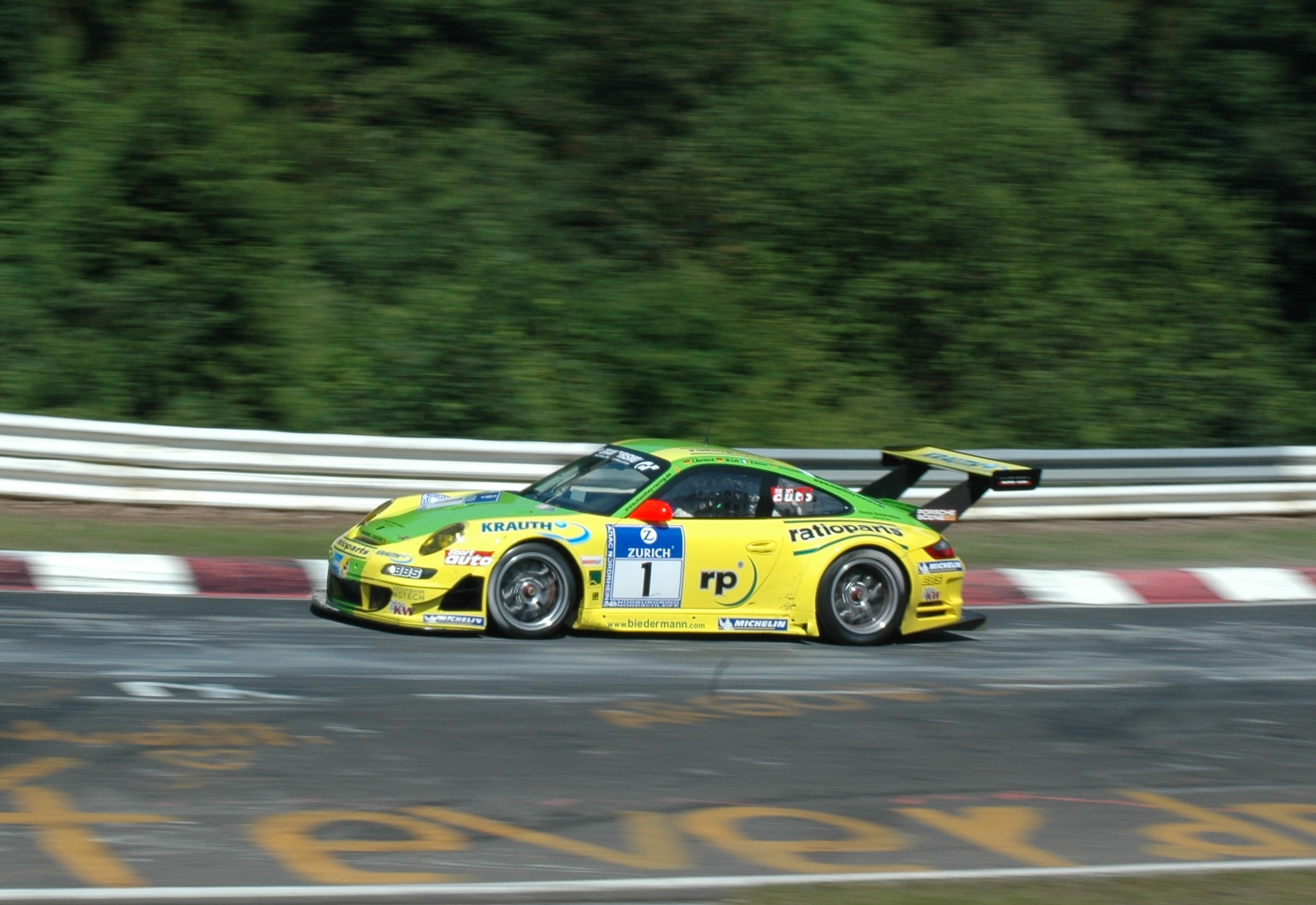
2007年のニュルブルクリンク24時間レースで走るマンタイ・レーシングのポルシェ・911 GT3 RSR

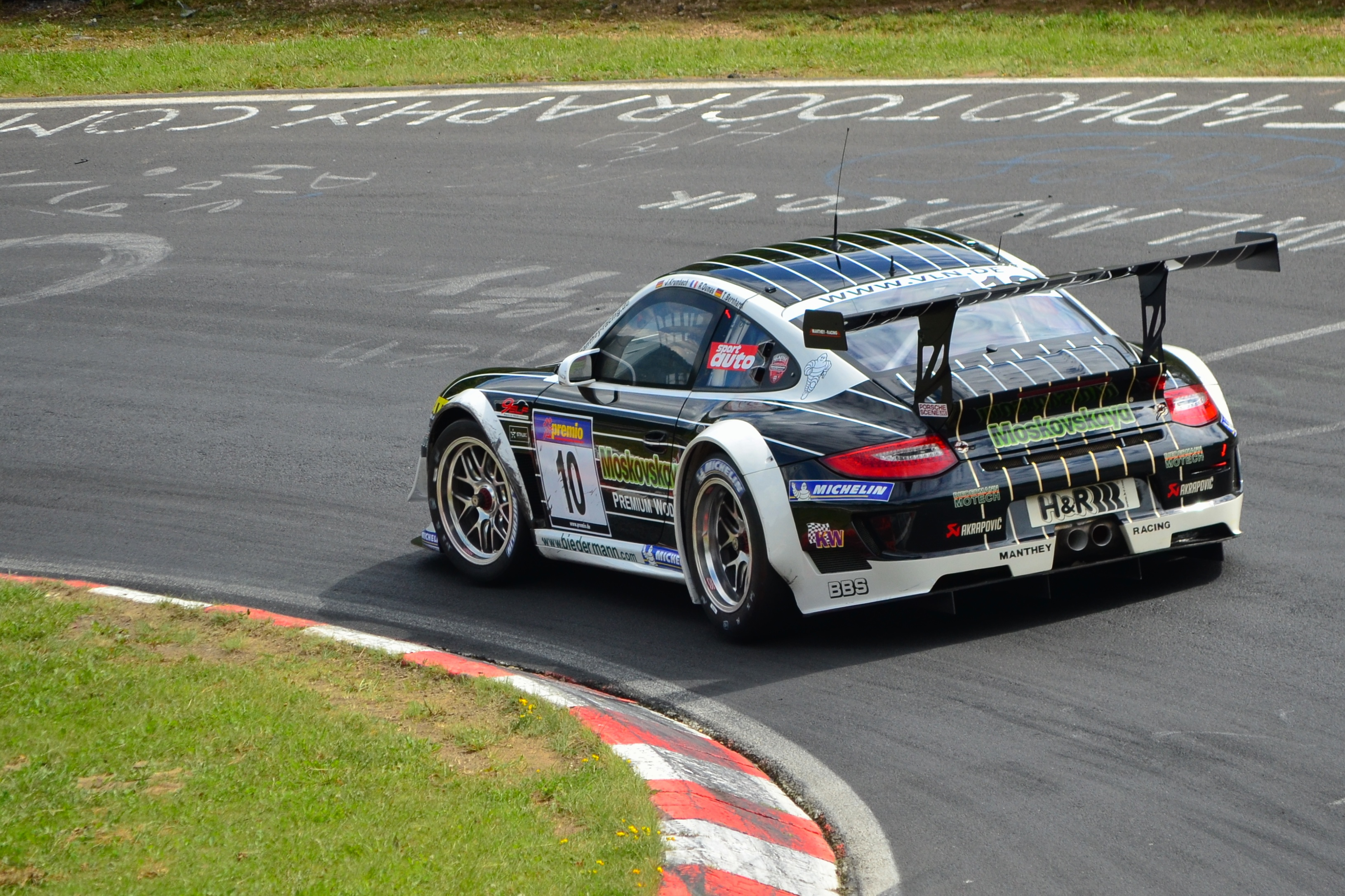
2012年のVLN（ニュルブルクリンク耐久シリーズ）で、ニュルブルクリンクの北コース（Nordschleife、ノルトシュライフェ）を走行する ノルトシュライフェ-デザイン のポルシェ・911 GT3 R

マンタイ・レーシングは、ニュルブルクリンク24時間レースとVLN（ニュルブルクリンク耐久シリーズ）にポルシェのレースカーによるレース活動を集中させることになった。ポルシェ・911 GT3 RSをベースにマンタイ・レーシングが開発したポルシェ・911 GT3-MRをルーカス・ルーア、ティモ・ベルンハルト、マイク・ロッケンフェラー、マルセル・ティーマンらのドライブで2006年にニュルブルクリンク24時間レースを初制覇した。その後、2009年まで前人未踏のニュルブルクリンク24時間レース4連覇を果たし、2011年にも優勝した。

### ニュルブルクリンク最速ラップの樹立
2018年11月2日にポルシェと共同開発した911GT2RS MRが、ニュルブルクリンク・ノルドシェライフェ（北コース）の量産車最速ラップを記録している。1周20.6kmのコースを走るのに要したタイムは6分40秒33でランボルギーニが同年の8月23日に発表したランボルギーニ・アヴェンタドールSVJの持つ当時の最速ラップ、6分44秒97を約5秒上回った。

## 主なレースの結果
- 1996年: ポルシェ・スーパーカップ チームランキング4位
- 1997年: ポルシェ・スーパーカップ ドライバーズランキング1位と2位 チームランキング1位
- 1997年: ポルシェ・スーパーカップ チームランキング1位
- 1998年: ポルシェ・スーパーカップ ドライバーズランキング1位と2位
- 1998年: ポルシェ・スーパーカップ チームランキング1位
- 1999年: ル・マン24時間レースGTクラス優勝、ポルシェ・911 GT3-R
- 1999年: ポルシェ・スーパーカップ ドライバーズランキング1位
- 1999年: ポルシェ・スーパーカップ チームランキング1位
- 2000年: ポルシェ・スーパーカップ ドライバーズランキング1位
- 2000年: ポルシェ・スーパーカップ チームランキング1位
- 2001年: DTMチームランキング3位、メルセデス
- 2001年: ポルシェ・スーパーカップ チームランキング3位
- 2002年: ポルシェ・スーパーカップ チームランキング4位
- 2003年: ニュルブルクリンク24時間レース3位
- 2004年: ニュルブルクリンク24時間レース3位
- 2005年: ニュルブルクリンク24時間レース9位
- 2006年: ニュルブルクリンク24時間レース優勝
- 2007年: ニュルブルクリンク24時間レース優勝
- 2008年: ニュルブルクリンク24時間レース優勝と2位
- 2009年: ニュルブルクリンク24時間レース優勝と3位
- 2011年: ニュルブルクリンク24時間レース優勝
- 2012年: VLN（ニュルブルクリンク耐久シリーズ）第2戦優勝
- 2012年: VLN 第3戦優勝
- 2018年:ニュルブルクリンク24時間レース優勝と18位
- 2021年:ニュルブルクリンク24時間レース優勝
- 2024年:ル・マン24時間レース LMGT3クラス優勝、WEC（FIA 世界耐久選手権）LMGT3チャンピオン
- 2025年:ル・マン24時間レース LMGT3クラス2連覇